# Bánh vòng

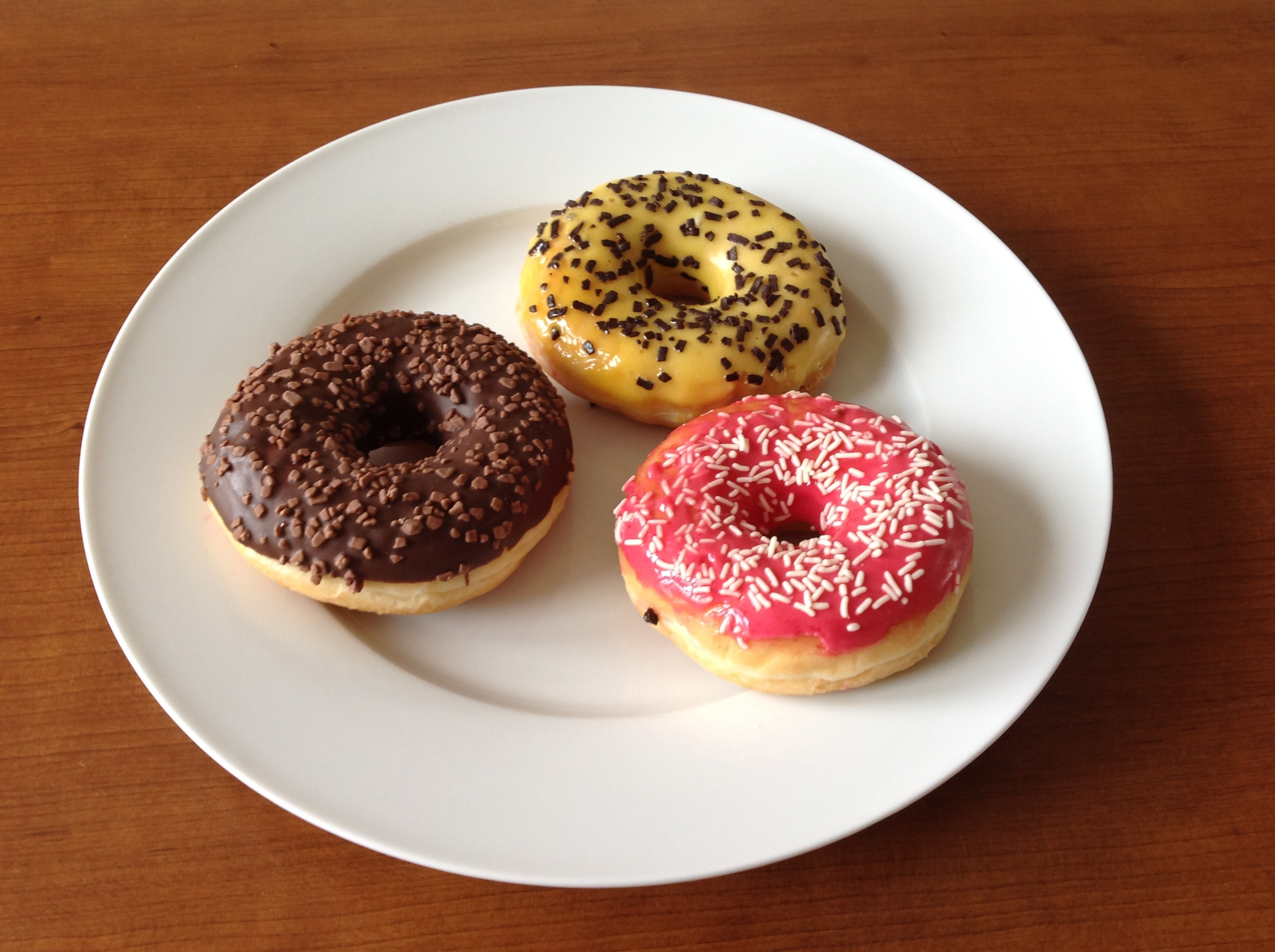
bánh vòng

Bánh vòng (tiếng Anh: donut hay doughnut) là một loại bánh ngọt rán hoặc nướng để ăn tráng miệng hay ăn vặt. Đây là loại bánh rất nổi tiếng và phổ biến ở nhiều nước phương Tây, có thể được mua trong cửa hàng hoặc tự làm ở nhà. Thường bánh có dạng hình vòng nhồi nhân bên trong hoặc không nhồi nhân bên trong. Bánh thường được phủ nhiều loại kem socola và trang trí bằng hạt đường, hạt cốm,...

## Phân loại

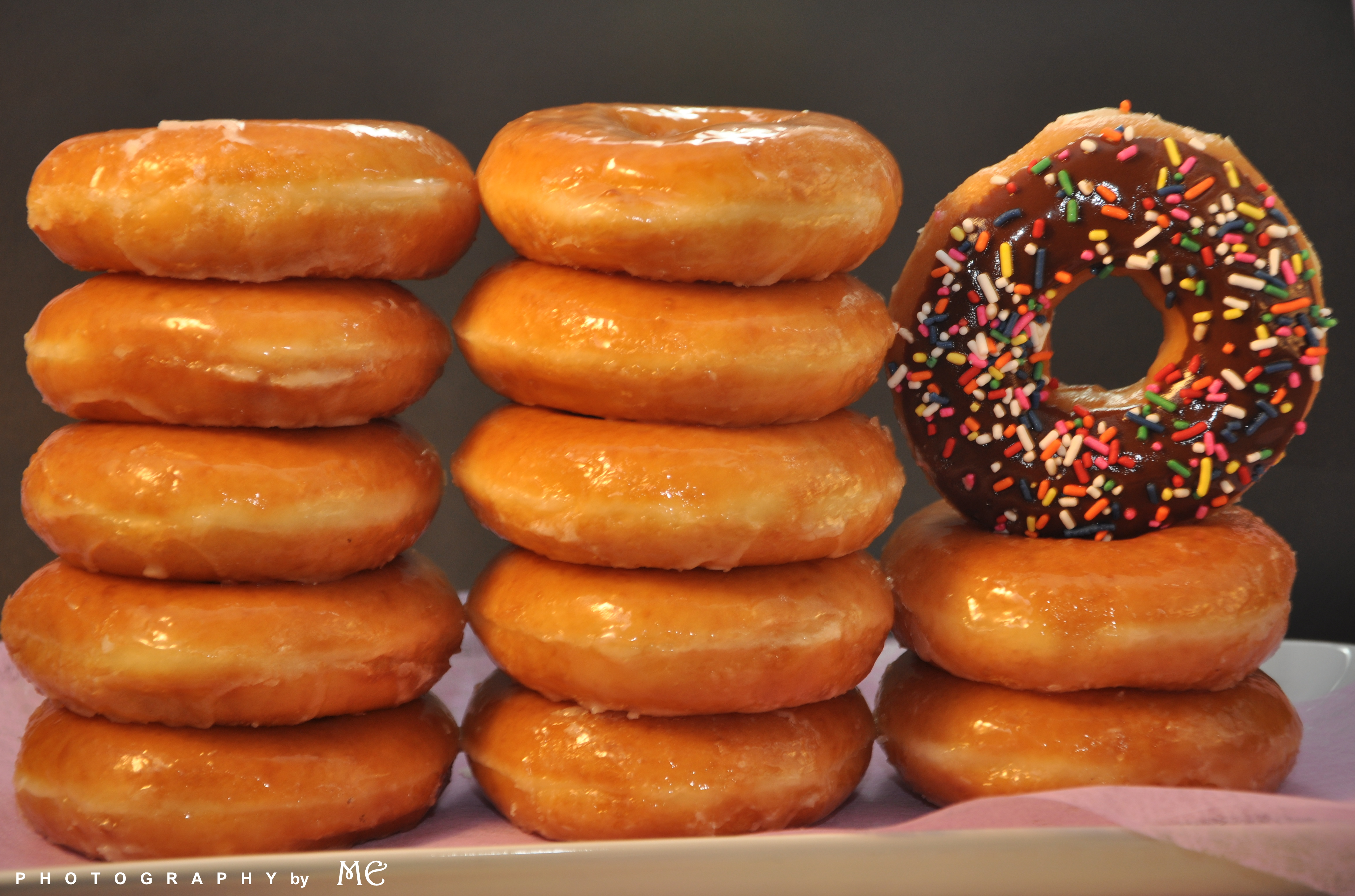
bánh vòng tròn

Hai loại bánh vòng thường thấy là bánh vòng hình vòng và bánh vòng tròn nhồi nhân mứt, thạch, kem trứng, sô cô la bên trong. Hầu hết các bánh bánh vòng thường được trang trí đường bông tuyết, kem, sô cô la, dừa vụn hoặc thậm chí áo đường hay dừa vụn lên toàn bộ bánh.

## Cách làm
- Cho bột mì, bột nở, sữa bột, men, đường, muối vào một cái tô, trộn cho hỗn hợp đều nhau. Tiếp theo, cho trứng và nước vào hỗn hợp bột và từ từ nhồi cho bột mịn.Cho bơ vào nhồi tiếp đến khi bột thật dai và kéo được màng mỏng. Vo tròn bột và để vào tô rồi bọc lại bằng ny lon và để bột nghỉ đến khi nở to gấp đôi.
- Khi bột nở xong, đập bột xẹp hết hơi rồi cán mỏng khoảng 1 cm. Nếu làm bánh vòng vòng thì cắt bánh vòng thành những vòng tròn nhỏ bằng khuôn,còn với bánh vòng tròn thì nhồi nhân ngọt vào bánh rồi vo tròn.Để bột nghỉ tiếp khoảng 45 phút rồi chiên ngập dầu với lửa nhỏ đến khi bánh ngả màu vàng. Nếu sợ béo phì thì làm nóng lò nướng với nhiệt độ là 200 °C, phết dầu ăn và nướng bánh.
- Bánh chín với ra để ráo dầu rồi trang trí đường và socola. Đối với lò nướng,nướng trong khoảng 10 – 15 phút thì lấy bánh ra.

## Tiêu thụ
Bánh vòng dùng ăn sáng với cà phê nóng, ăn tráng miệng hay ăn vặt đều được. Bánh được bán ở nhiều nơi, từ các tiệm bánh, nhà hàng hay tiệm tạp hóa, hoặc có thể tự làm ở nhà.

## Ảnh hưởng sức khỏe
Bánh vòng gây hại nếu ăn quá nhiều. Chúng chứa nhiều chất béo do được chiên bằng dầu. Ăn nhiều chất béo sẽ có nguy cơ tắc động mạch chủ. Bánh vòng cũng chứa nhiều bột đường, vốn là các nguyên liệu tạo thành mỡ sau này. Chúng là nỗi lo sức khỏe tại Canada, nơi mỗi người ăn nhiều bánh vòng mỗi năm hơn bất cứ nước nào trên thế giới.

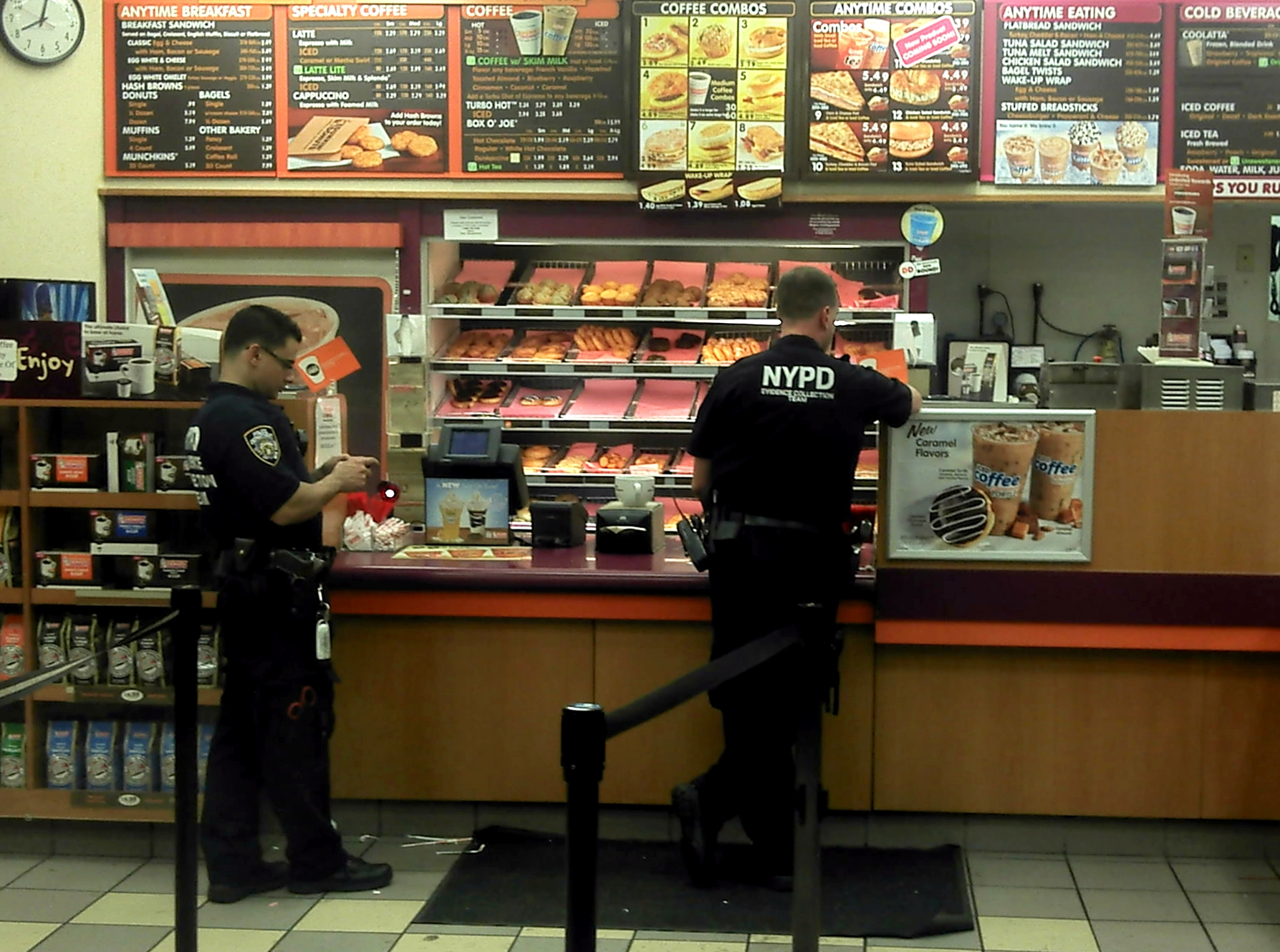
Cảnh sát Mỹ mua bánh vòng là hình ảnh thường thấy

## Hình ảnh

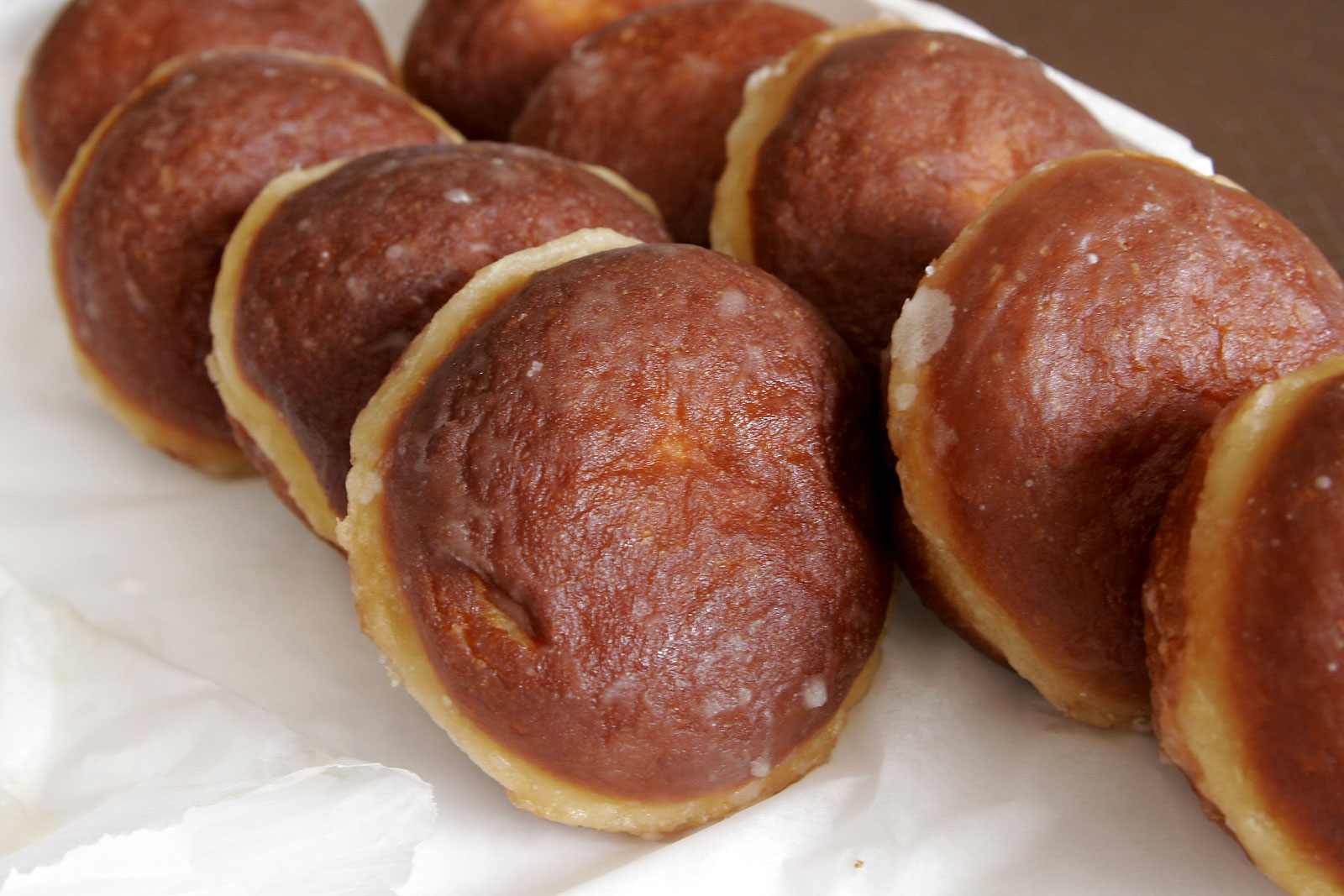
Doughnut Phần Lan
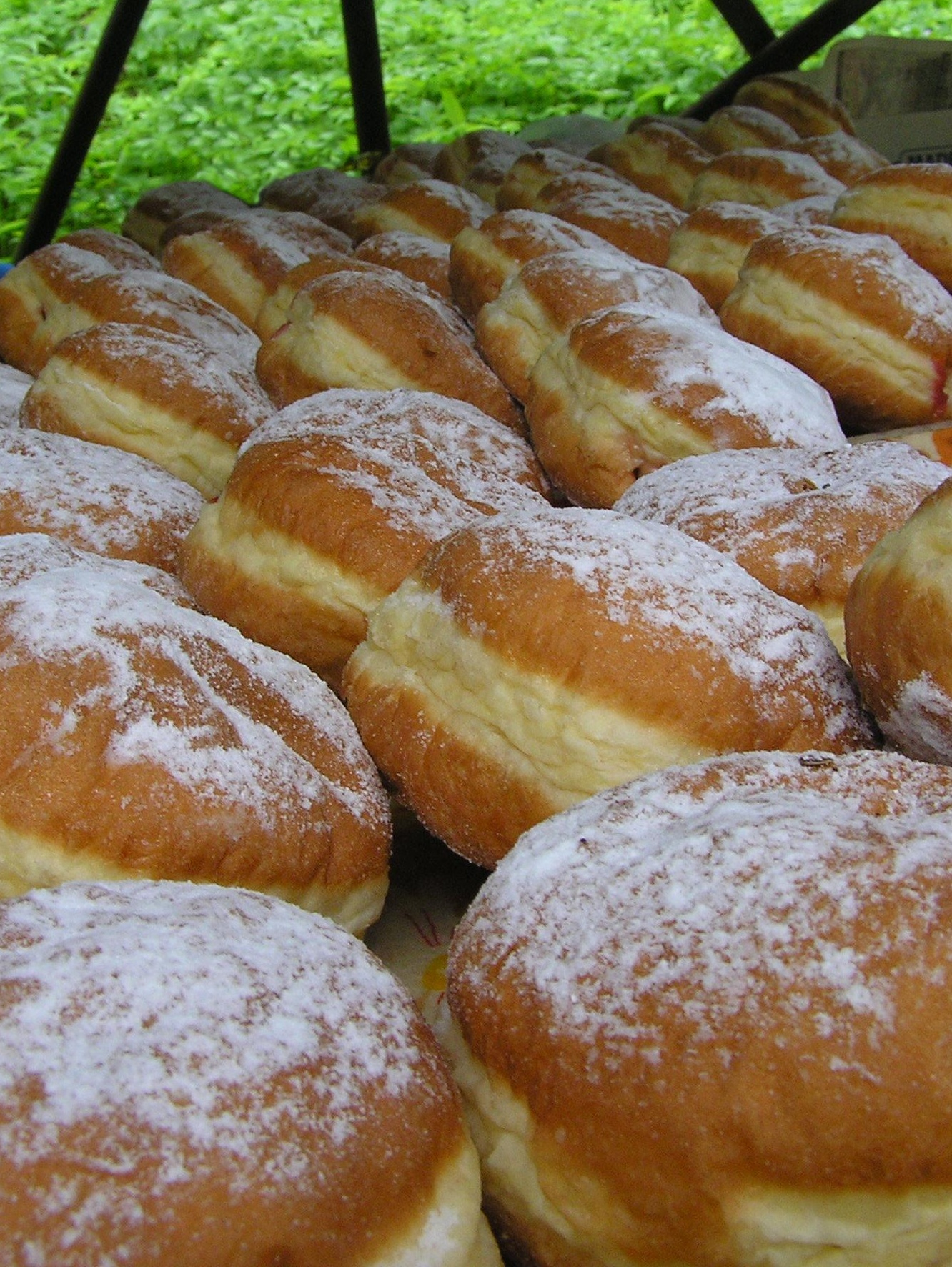
Doughnut Cộng hòa Séc
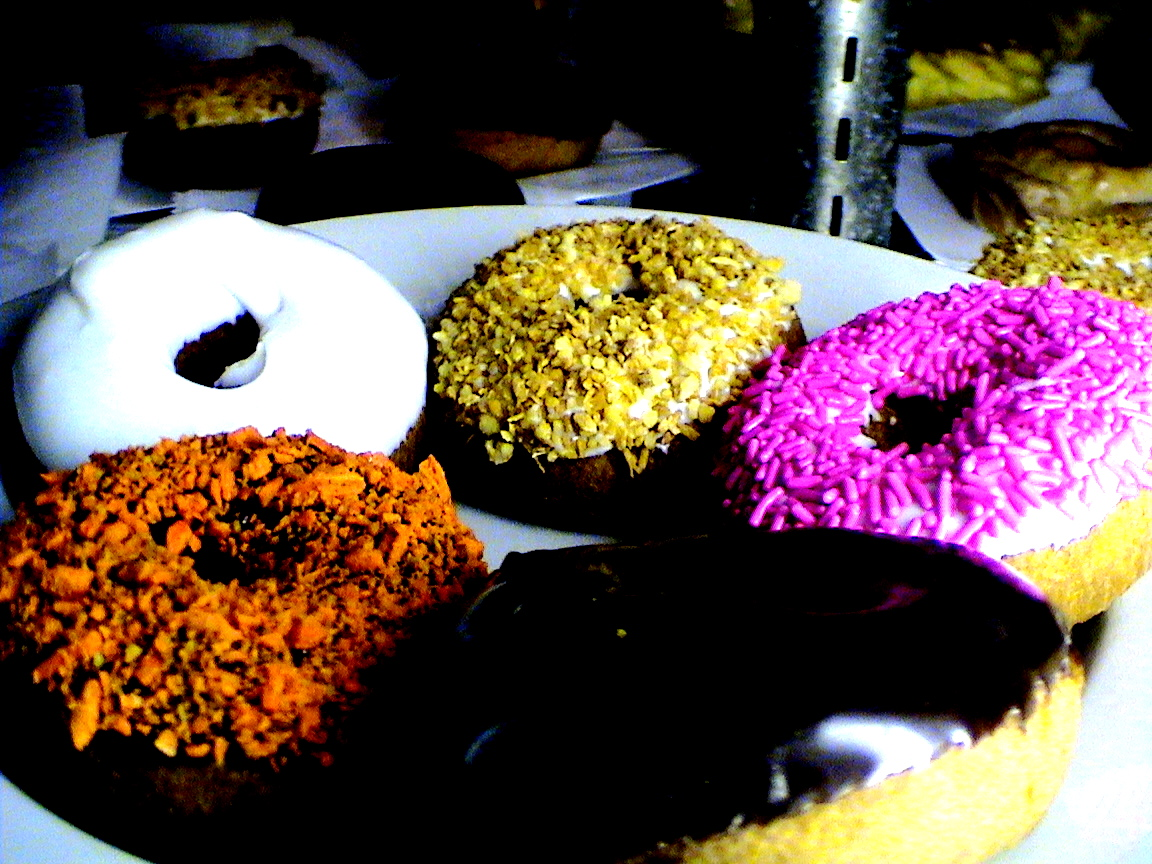
Doughnut được trang trí
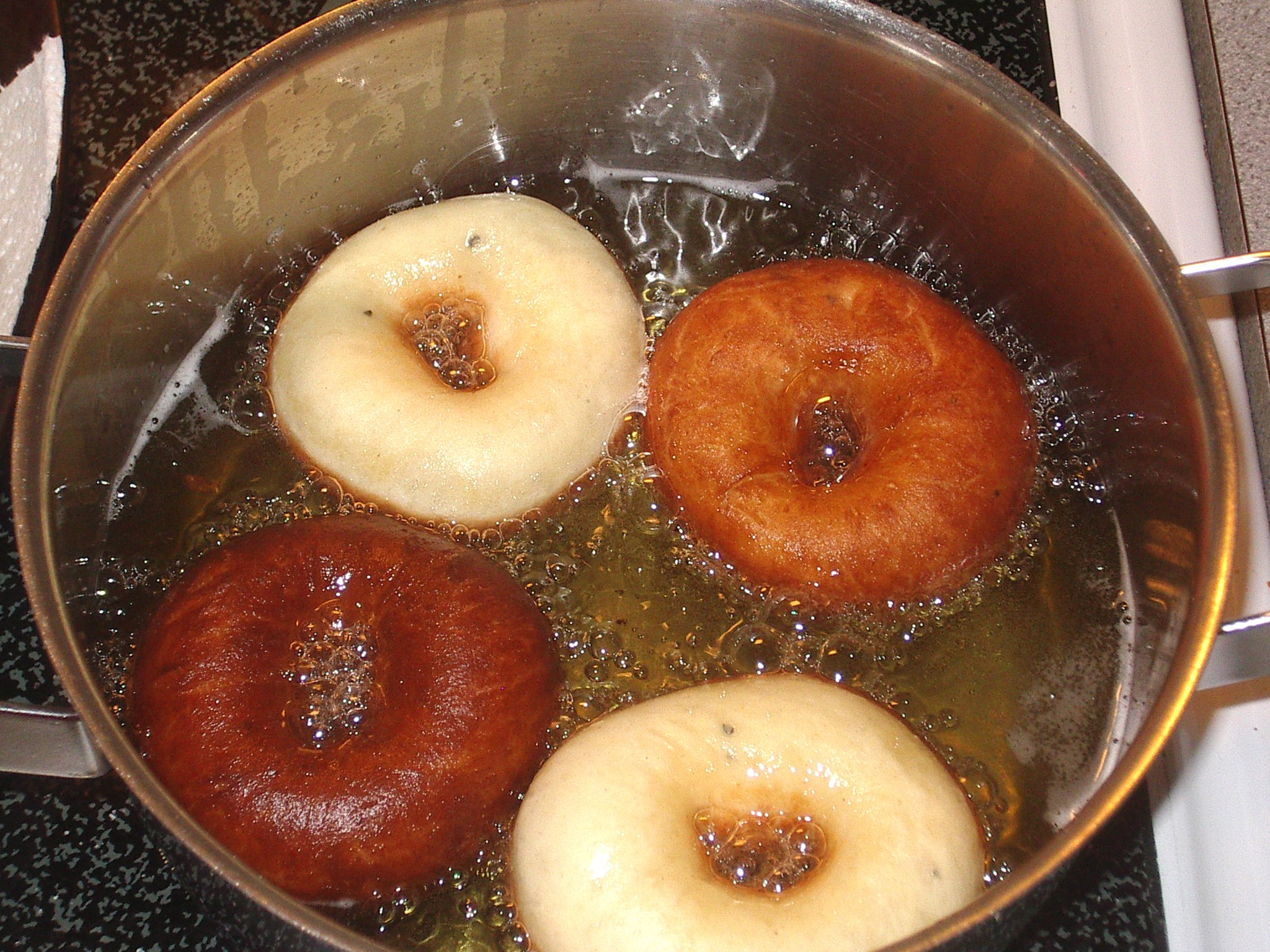
Doughnut đang chiên
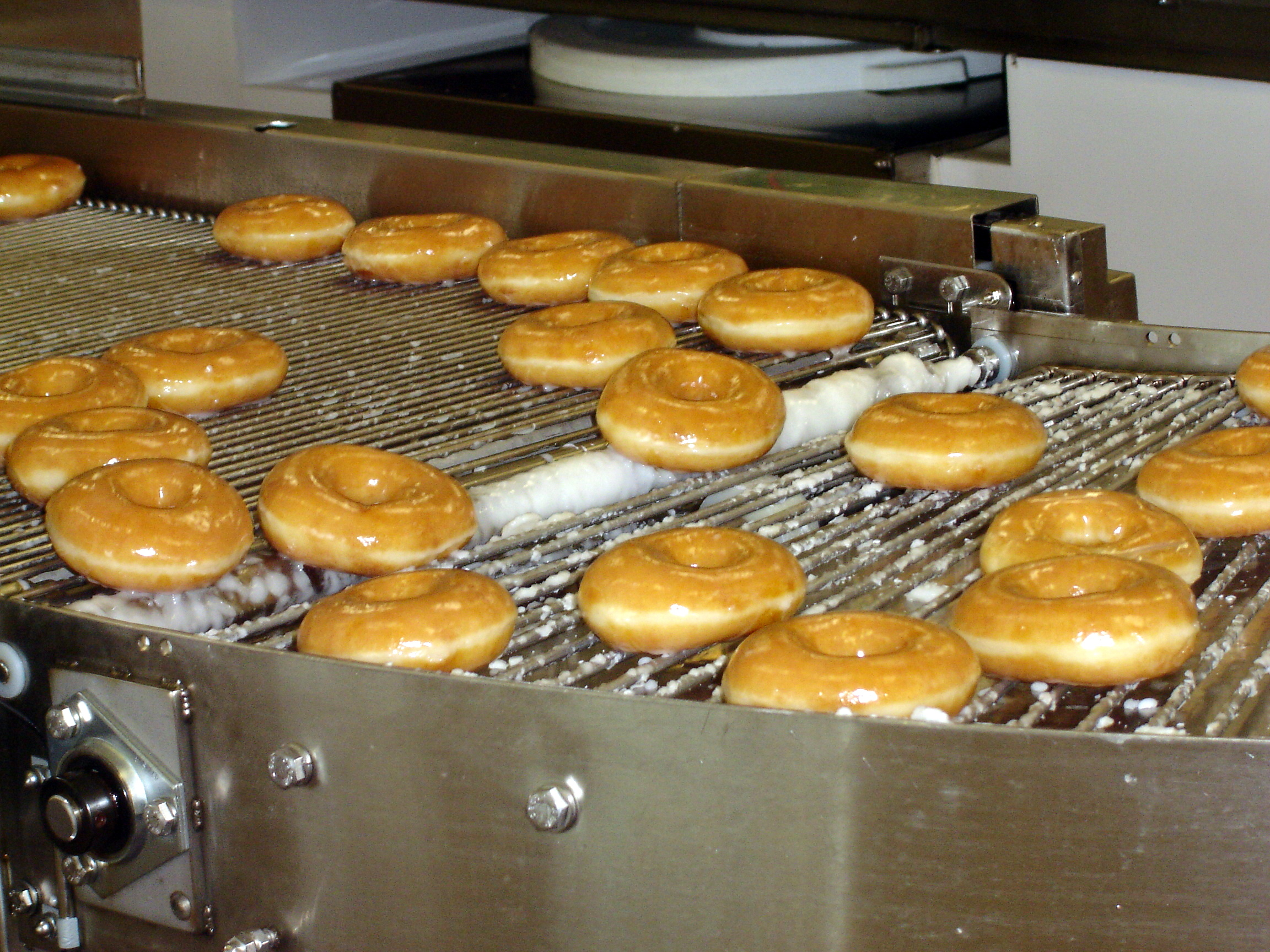
Glazed doughtnut tại nhà máy Krispy Kreme
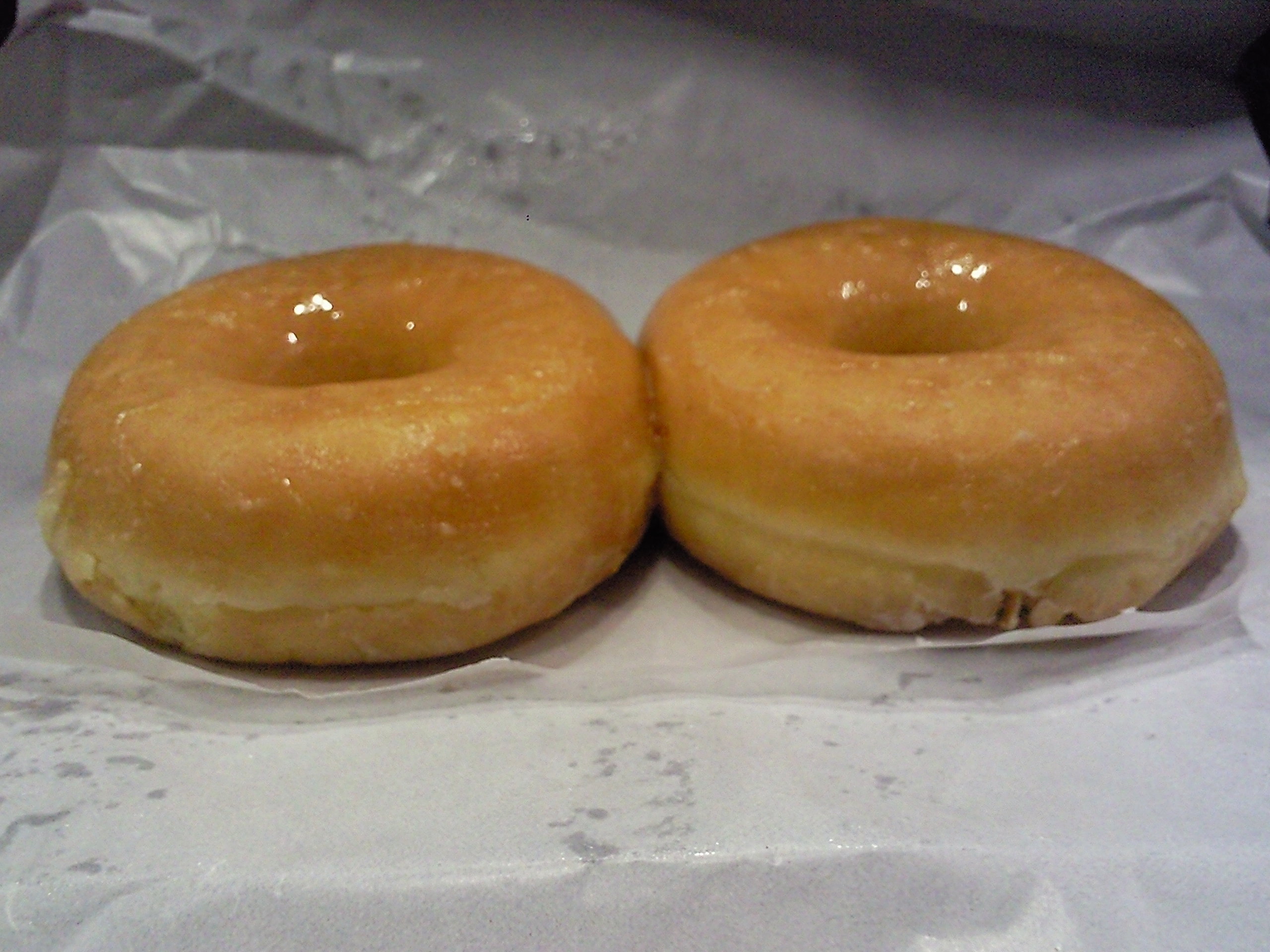
Bánh doughnut cơ bản
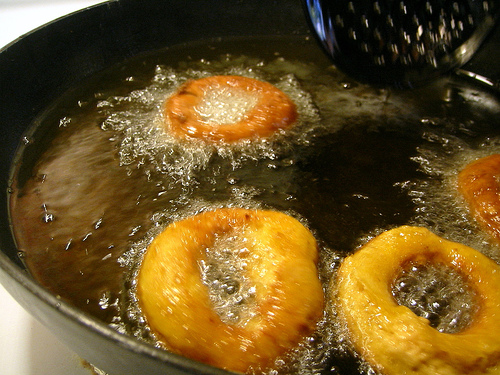
Bánh donut đang được chiên
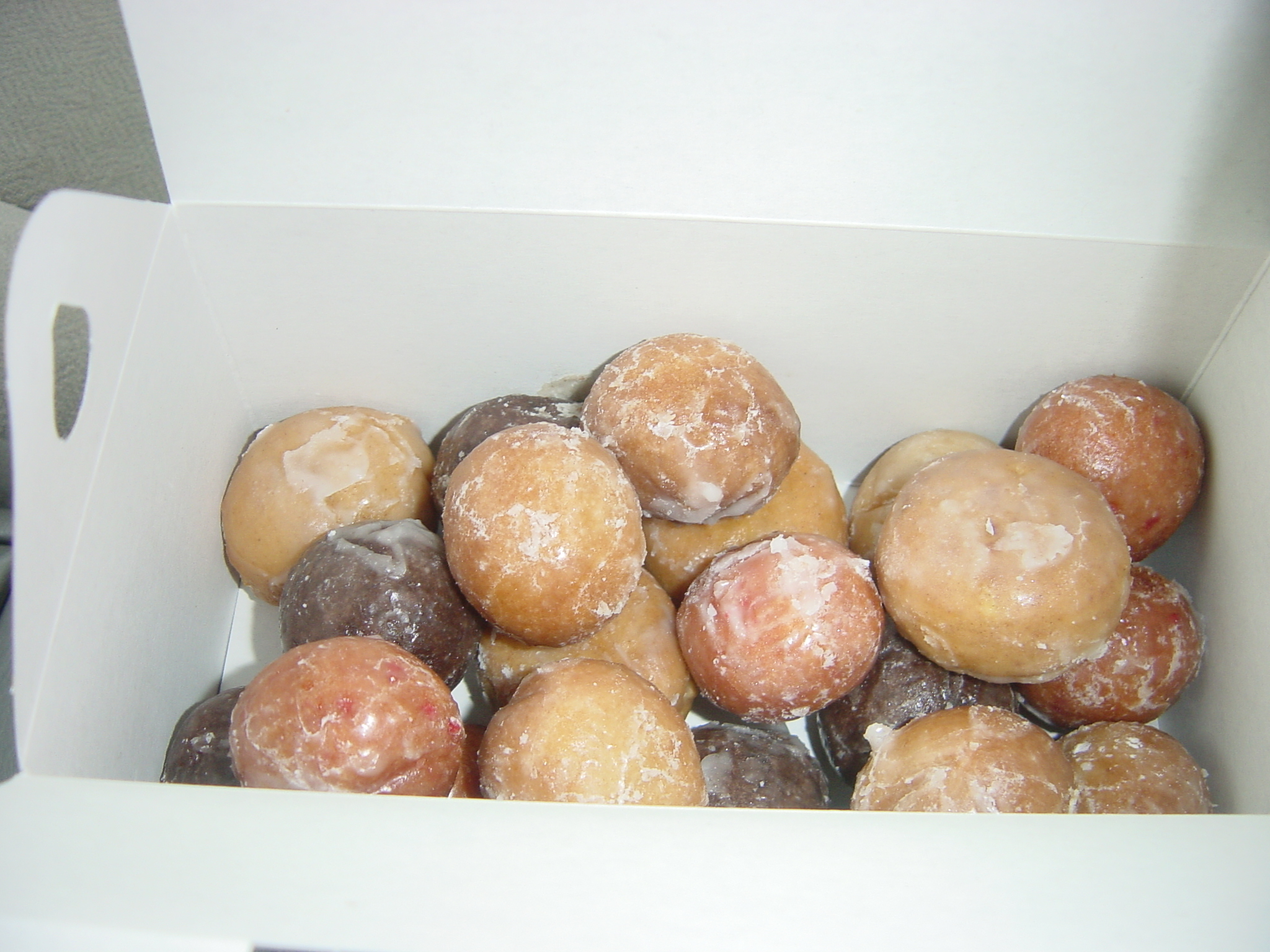
Bánh "doughnut holes" loại vừa miệng, một biến thể của donut
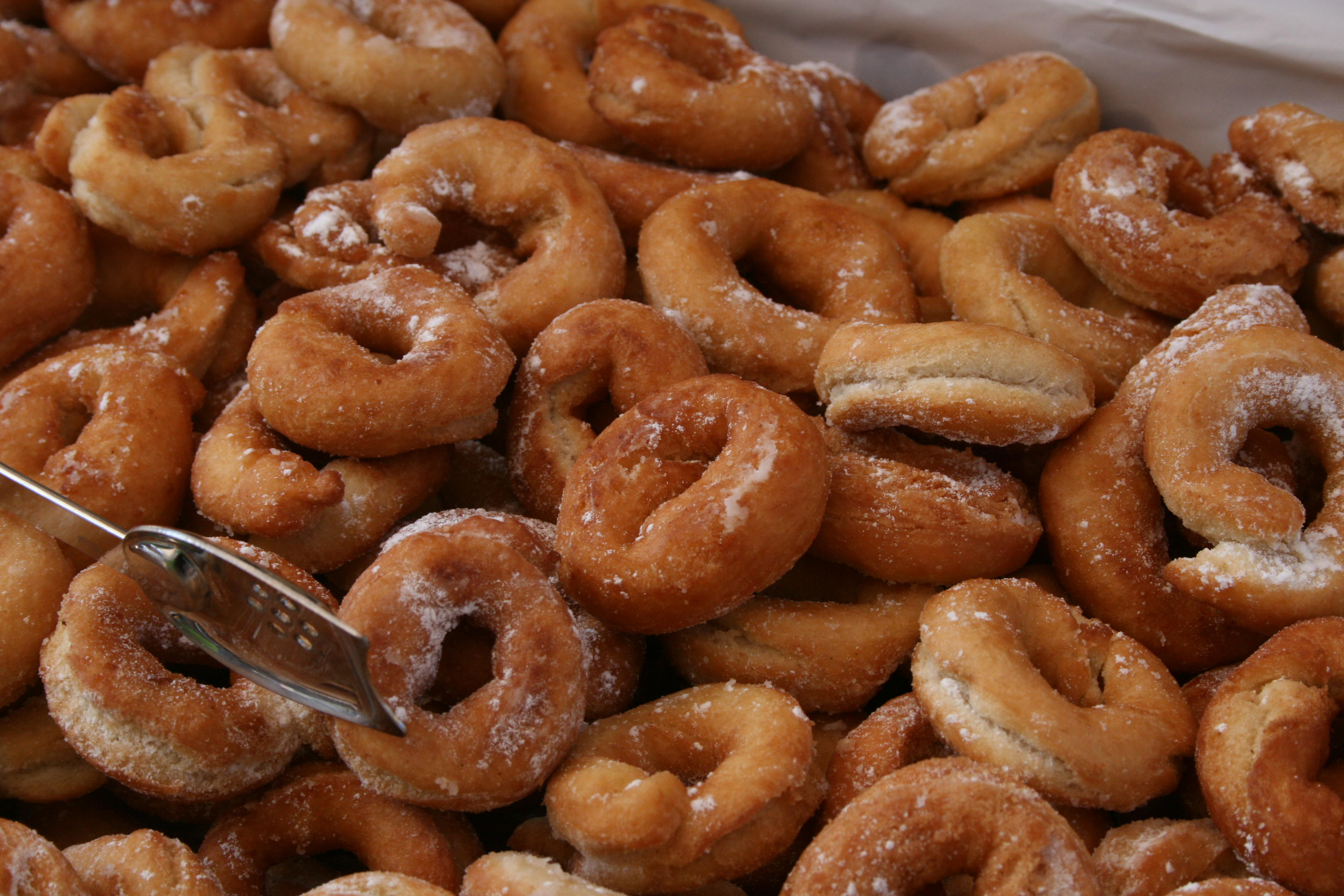
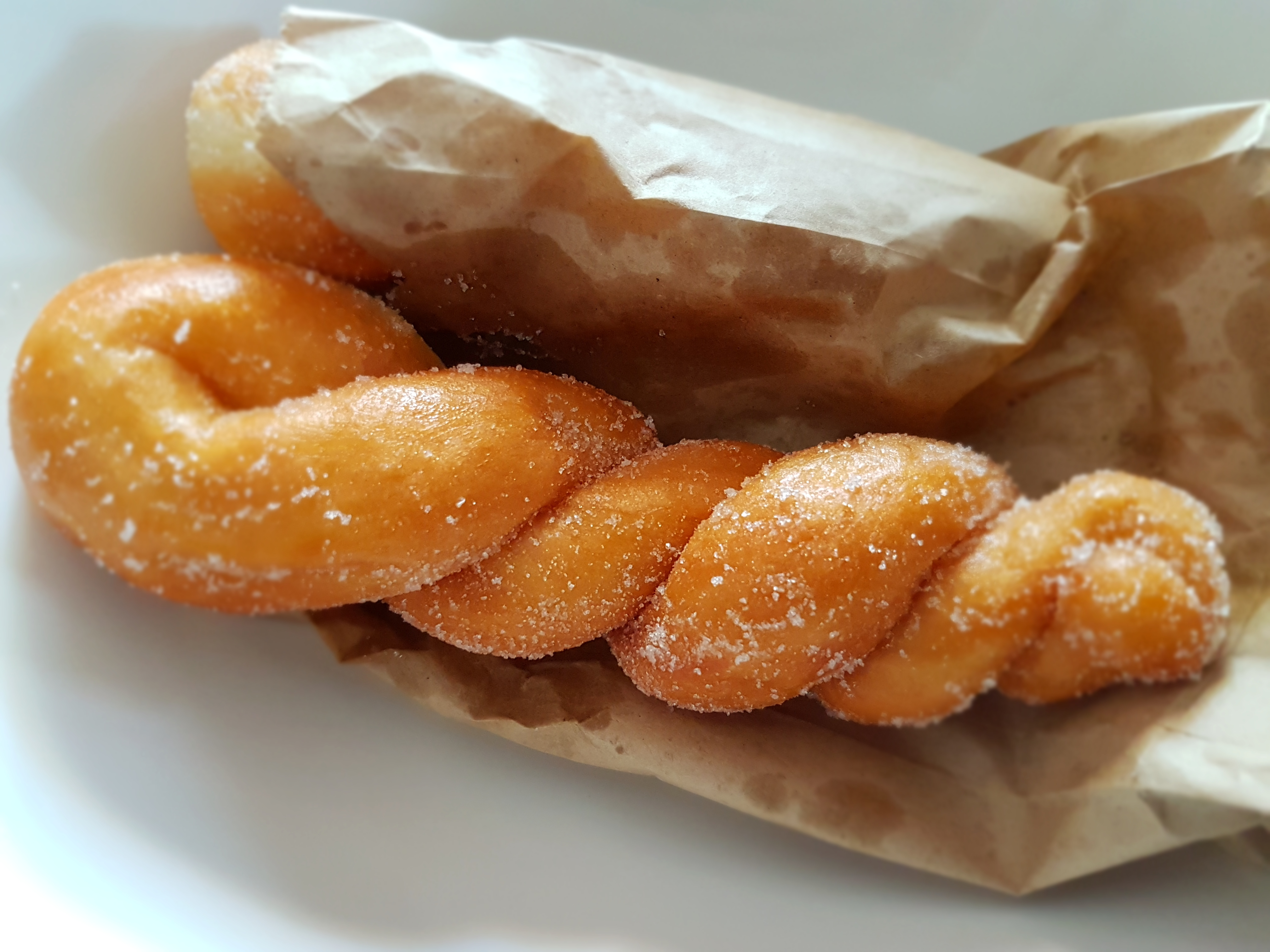
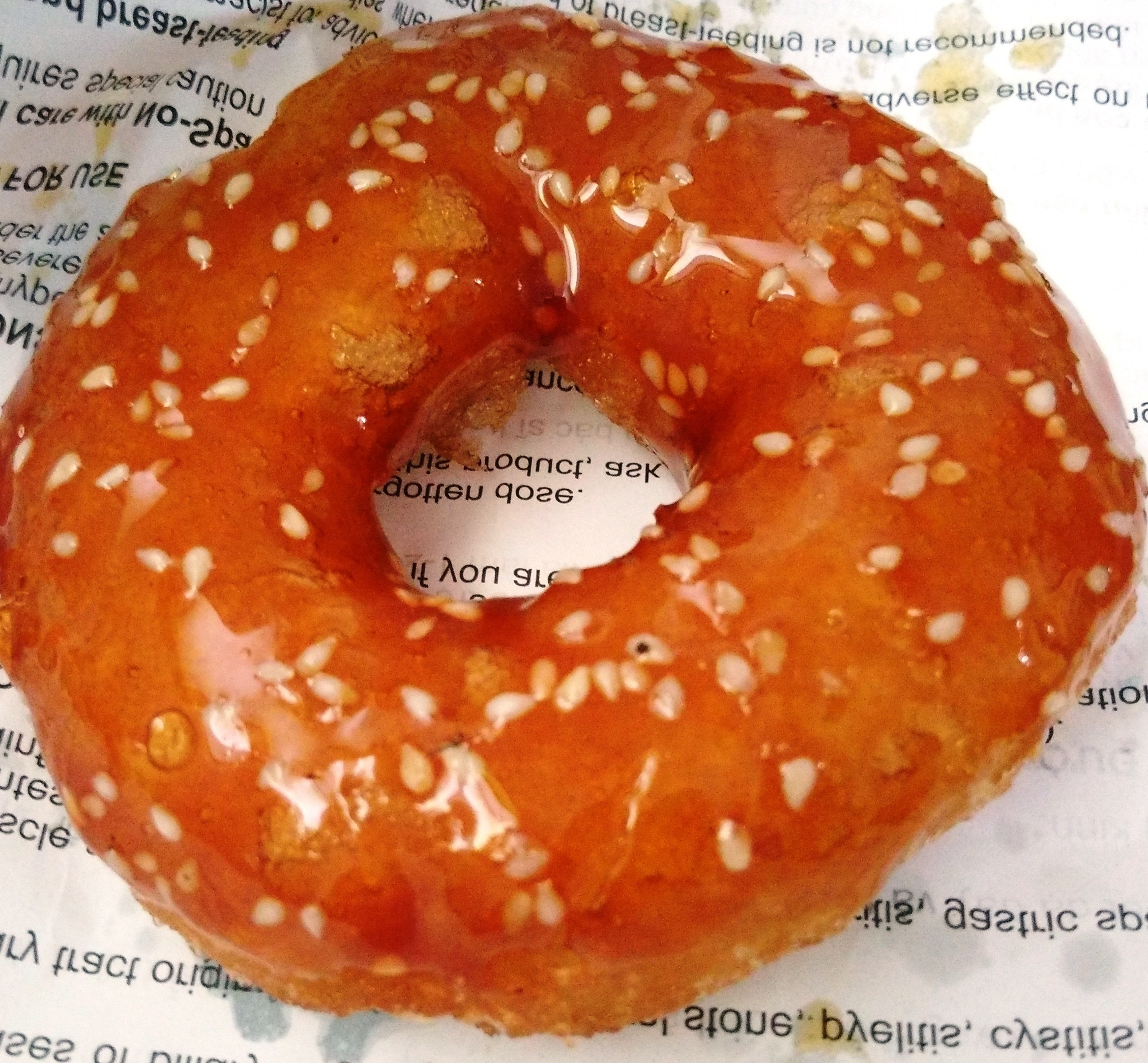
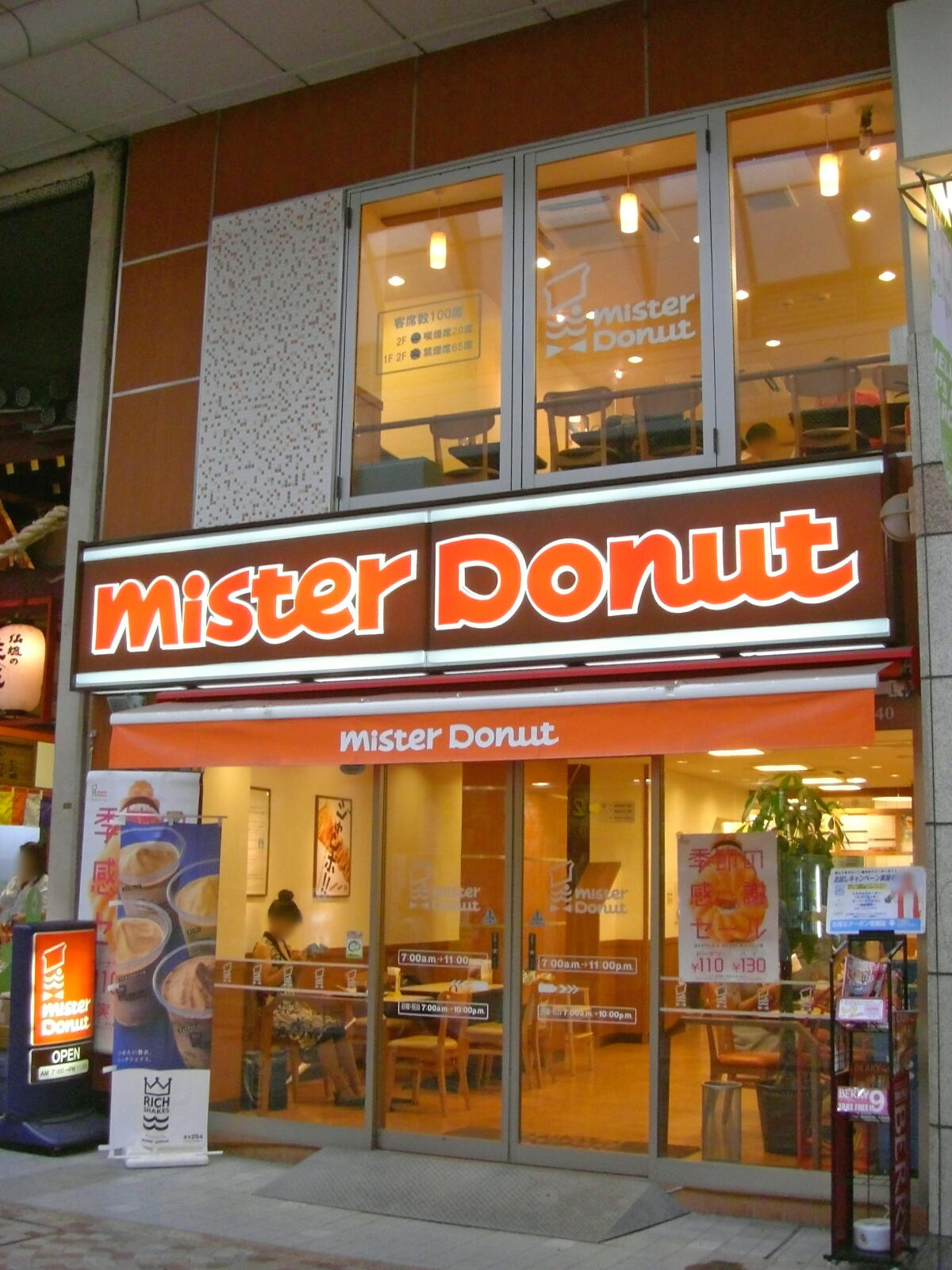
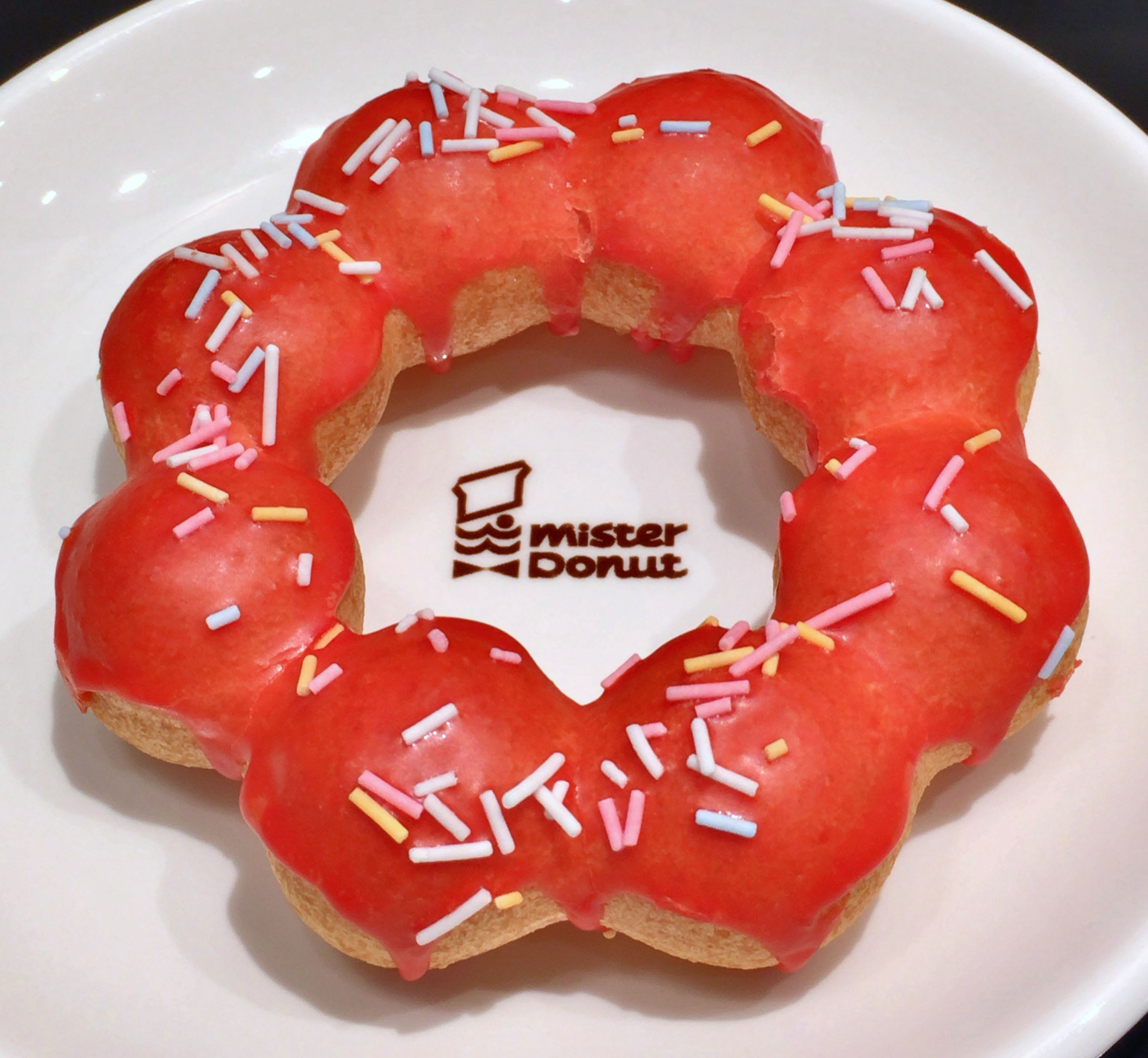
Mister Donut